# Isthmospora spinosa
Isthmospora spinosa är en svampart som beskrevs av F. Stevens 1918. Isthmospora spinosa ingår i släktet Isthmospora och familjen Microthyriaceae.   Inga underarter finns listade i Catalogue of Life.